# Georges Rooms
Georges Florimond Rooms (1894) was een Belgische gewichtheffer.

## Levensloop
Rooms behaalde in 1920 brons in de klasse -67,5kg op de Olympische Zomerspelen te Antwerpen in het gewichtheffen. Hij tilde in totaal 230kg (55-70-105).
Rooms was afkomstig uit Gent. Hij was aangesloten bij de Verenigde Krachtmeters.